# Hospital General Universitario (Valencia)
El Hospital General Universitario de Valencia, también conocido como Hospital general u Hospital provincial, es un centro hospitalario español ubicado en el distrito de L'Olivereta, en la ciudad de Valencia. Fue el antiguo Hospicio de Fray Juan Gilaberto Jofré, fundado en el siglo XV. Es uno de los tres hospitales de referencia de la capital valenciana junto al Hospital Clínico y el Hospital La Fe. 
Está regido por el Consorcio Hospital General Universitario de Valencia, cuyo presidente es el consejero de Sanidad de la Generalidad Valenciana y vicepresidente el presidente de la Diputación de Valencia. El actual director gerente del consorcio es Goitzane Marcaida Benito.

## Historia
El Manual del viajero y guía de los forasteros en Valencia, de Vicente Boix (Ed.1849) recoge la siguiente cita:

Promovió esta piadosa fundación el P. fray Juan Gilaberto Jofré en el año 1409, con el objeto de recoger a los pobres dementes y espósitos, y fue aprobada por el papa Benedicto XIII y el rey Don Martín. Un incendio ocurrido en 1445 devoró la obra principiada, y al dar comienzo a la nueva en 1512 se le unieron las rentas y las cargas de los hospitales subalternos, llamados de la Reina, de Esclapés, Magdalena y S. Lázaro, sin que desde entonces se haya perdonado mejora alguna, conforme a las necesidades de los tiempos. Las hermanas de la caridad de S. Vicente Paul dirigen el arreglo doméstico de este grande, espacioso y digno establecimiento, donde la caridad de los valencianos presenta un espectáculo consolador. Las enfermerías son de tres naves, espaciosas, bien ventiladas, rodeadas de jardines y decorodas de columnas toscanas y jónicas, de una bellísima perspectiva. Tiene un espacioso departamento para las hermanas, otro para baños públicos, y otro para las aulas de clínica y anatomía, una excelente botica, horno, carnicerías y habitaciones para los empleados. Es magnífico el local para los espósitos; lujosa es la sala de convalecencia de mugeres, y hermoso el departamento de los idiotas o dementes, que no es necesario encerrar. En el año último 1847 ha reunido a las suyas las rentas y cargas del hospital de Peregrinos, el de Pobres Estudiantes y el de En-Bou, que antes formaban tres establecimientos, fundado el primero en 1397, el segundo en 1540 y el tercero en 1399.

El viajero, pues, debe visitar este suntuoso, hospital, que compite con los primeros de Europa y que constantemente asiste a 400 enfermos de ambos sexos, 350 dementes y 480 espósitos. Estos infelices están asistidos por nueve eclesiásticos, cuatro médicos, un cirujano mayor, cuatro tablageros y cuatro practicantes de cirugía y cincuenta hermanas de la caridad. La administración y dirección general está a cargo de una junta que preside el alcalde constitucional, compuesta de personas de probidad, arraigo y elevada posición social.
Manual del viajero y guía de los forasteros en Valencia por Vicente Boix Ed.1849

A lo largo de los años el hospital ha tenido diversos modelos organizativos y de gestión. La implantación del régimen constitucional en el siglo XIX lo adscribió a la Administración pública, pasando a depender de la Diputación de Valencia en 1849. Desde 1850 hasta 1974 prestó asistencia a ciudadanos sin cobertura de la Seguridad social.
En 2002 se creó el Consorcio Hospital General Universitario de Valencia, que rige desde ese año la gestión del centro.
El edificio actual se inauguró en 1962 según el proyecto del arquitecto provincial Luis Albert Ballesteros, en sustitución de los viejos edificios hospitalarios del centro de la ciudad, alguno de los cuales hoy perviven como Biblioteca Pública del Estado en Valencia.